# Dreigliedrige Grundsatzerklärung über multinationale Unternehmen und Sozialpolitik
Die Dreigliedrige Grundsatzerklärung über multinationale Unternehmen und Sozialpolitik ist ein auf der 204. Tagung des Verwaltungsrats der Internationalen Arbeitsorganisation (ILO), im November 1977 in Genf verabschiedetes Abkommen. Die derzeit geltende Fassung wurde auf der 329. Tagung des ILO im März 2017 angenommen.

## Inhalt
Die Dreigliedrige Grundsatzerklärung über multinationale Unternehmen und Sozialpolitik behandelt alle Themen, die für die ILO „im Zusammenhang mit den sozialpolitischen Aspekten der Tätigkeit der multinationalen Unternehmen, einschließlich der Schaffung von Arbeitsplätzen in den Entwicklungsländern, von Belang sind“. Unterzeichner sind die Mitgliedsstaaten der ILO, die sich bereit erklärt haben, die in dem Abkommen niedergeschriebenen Grundsätze einzuhalten und durch geeignete Gesetze, Politiken und Maßnahmen umzusetzen. Die Grundsätze verstehen sich als Richtlinien sowohl für multinationale Unternehmen, Regierungen sowie Arbeitgeber- und Arbeitnehmerverbände (daher auch die Bezeichnung „dreigliedrig“).
Die Erklärung enthält insgesamt 59 Regeln zu den Themen:
- Beschäftigung (Beschäftigungsförderung, Chancengleichheit und Gleichbehandlung, Sicherheit der Beschäftigung)
- Ausbildung
- Arbeits- und Lebensbedingungen (Löhne, Leistungen und Arbeitsbedingungen, Mindestalter, Arbeitsschutz) sowie
- Arbeitsbeziehungen (Vereinigungsfreiheit und Vereinigungsrecht, Kollektivverhandlungen, Beratungen, Behandlung von Beschwerden, Beilegung von Arbeitskonflikten).[3]

## Beispiel-Grundsätze
Beispielhaft sollen nachfolgend einige der enthaltenen Grundsätze aufgeführt werden:
- „Multinationale Unternehmen sollten, gegebenenfalls in Zusammenarbeit mit Vertretern ihrer Arbeitnehmer oder der Verbände dieser Arbeitnehmer und den Regierungsbehörden, der Beschäftigung, beruflichen Entwicklung, Förderung und Beförderung von Staatsangehörigen des Gastlandes auf allen Stufen Vorrang geben.“ (Grundsatz Nr. 18 aus dem Bereich „Beschäftigungsförderung“)

- „Willkürliche Entlassungsverfahren sollten vermieden werden.“ (Grundsatz Nr. 27, „Sicherheit der Beschäftigung“)

- „Multinationale Unternehmen sollten ihren Arbeitnehmern keine ungünstigeren Löhne, Leistungen und Arbeitsbedingungen bieten als vergleichbare Arbeitgeber in dem betreffenden Land.“ (Grundsatz Nr. 33, „Löhne, Leistungen und Arbeitsbedingungen“)

- „Multinationale Unternehmen sowie nationale Unternehmen sollten das Mindestalter für die Zulassung zur Beschäftigung oder Arbeit respektieren, um die effektive Abschaffung der Kinderarbeit sicherzustellen.“ (Grundsatz Nr. 36, „Mindestalter“)

- „Die Arbeitnehmer multinationaler Unternehmen sollten, entsprechend der innerstaatlichen Gesetzgebung und Praxis, das Recht haben, dass maßgebende Verbände ihrer Wahl für die Führung von Kollektivverhandlungen anerkannt werden.“ (Grundsatz Nr. 49, „Kollektivverhandlungen“)